# Haltere la Jocurile Olimpice de vară din 2024 - masculin 73 kg
Proba de haltere categoria 73 de kg masculin de la Jocurile Olimpice de vară din 2024 de la Paris a avut loc la data de 8 august 2024, la Paris Expo Porte de Versailles.

## Program
Orele sunt ora Franței (UTC+1) 
| Data               | Oră   |
| ------------------ | ----- |
| Joi, 8 august 2024 | 19:30 |

## Rezultate
| Loc | Sportiv               | Țară          | Smuls (kg) | Smuls (kg) | Smuls (kg) | Smuls (kg) | Aruncat (kg) | Aruncat (kg) | Aruncat (kg) | Aruncat (kg) | Total |
| Loc | Sportiv               | Țară          | 1          | 2          | 3          | Rezultat   | 1            | 2            | 3            | Rezultat     | Total |
| --- | --------------------- | ------------- | ---------- | ---------- | ---------- | ---------- | ------------ | ------------ | ------------ | ------------ | ----- |
| 1   | Rizki Juniansyah      | Indonezia     | 155        | 155        | 162        | 155        | 191          | 199          | —            | 199 RO       | 354   |
| 2   | Weeraphon Wichuma     | Thailanda     | 148        | 152        | 152        | 148        | 190          | 194          | 198          | 198          | 346   |
| 3   | Bozhidar Andreev      | Bulgaria      | 148        | 152        | 154        | 154        | 183          | 187          | 190          | 190          | 344   |
| 4   | Muhammed Furkan Özbek | Turcia        | 150        | 153        | 155        | 150        | 189          | 191          | 191          | 191          | 341   |
| 5   | Luis Javier Mosquera  | Columbia      | 150        | 150        | 155        | 155        | 185          | 185          | 189          | 185          | 340   |
| 6   | Masanori Miyamoto     | Japonia       | 147        | 151        | 155        | 151        | 187          | 187          | 193          | 187          | 338   |
| 7   | Bak Joo-hyo           | Coreea de Sud | 146        | 147        | 150        | 147        | 186          | 187          | 196          | 187          | 334   |
| 8   | Karem Ben Hnia        | Tunisia       | 145        | 145        | 149        | 149        | 181          | 186          | 187          | 181          | 330   |
| 9   | Bernardin Matam       | Franța        | 138        | 142        | 145        | 145        | 175          | 175          | 180          | 175          | 320   |
| —   | Shi Zhiyong           | China         | 161        | 165        | 168        | 165        | 191          | 191          | 191          | —            | NT    |
| —   | Julio Mayora          | Venezuela     | 152        | 156        | 156        | 152        | 188          | 188          | 192          | —            | NT    |
| —   | Ritvars Suharevs      | Letonia       | 147        | 147        | —          | —          | —            | —            | —            | —            | NT    |